# 卡塔切區
6°40′28″S 79°01′57″W / 6.6744°S 79.0325°W
卡塔切區（西班牙語：Distrito de Catache），是秘魯的一個區，位於該國北部卡哈馬卡大區的聖克魯斯省，始建於1950年4月21日，面積609.2平方公里，海拔高度1,355米，2005年人口9,517，人口密度每平方公里16人。